# Province ecclésiastique d'Avignon
La province ecclésiastique d'Avignon (en latin : Provincia Avenionensis) est une ancienne province ecclésiastique de l'Église catholique romaine. Créée en 1475, elle a été supprimée en 1790, rétablie en 1822 et supprimée à nouveau lors de la réforme de 2002.
Avignon était le siège d'un évêché depuis le IVe siècle, et dépendait alors d'Arles. En 1475, Sixte IV décide de créer une nouvelle province ecclésiastique. Il élève Avignon au rang d'archidiocèse et lui donne comme suffragants les diocèses de Carpentras, de Cavaillon et de Vaison-la-Romaine.
Le Comtat Venaissin formait alors pour l'Église une province ecclésiastique et se trouvait indépendant de l'Église de France.
Au moment de la Révolution avec la Constitution civile du clergé, la province est supprimée ainsi que ses différents sièges.
Le concordat de 1801 ne prévoit pas de province d'Avignon : le diocèse d'Avignon est suffragant de l'Archevêché d'Aix.
Le concordat de 1817 prévoyait le rétablissement de la province d'Avignon, mais avec deux diocèses seulement, celui d'Avignon et celui d'Orange. Une province d'Arles devait aussi être créée. Cependant, en 1822, il a été décidé de ne pas rétablir la province d'Arles. La nouvelle province d'Avignon a donc été étendue aux diocèses d'Avignon, de Montpellier, de Nîmes, de Valence et de Viviers.
La réforme de 2002 a démembré cette province : Avignon fait désormais partie de la province ecclésiastique de Marseille, Montpellier et Nîmes de la province ecclésiastique de Montpellier, Valence et Viviers de la province ecclésiastique de Lyon.

## Source
- Notice historique sur l'Église catholique à Avignon.